# James How
James How (ca. 1716 – 8 juni 1780), geboren als Mary East, was een pubeigenaar. In 1766 werd bekend dat James 34 jaar als man samengeleefd had met mevrouw How, maar dat James geboren was als Mary East. How behaalde hiermee de krant, wat bijdraagt aan onze kennis van How en diens partner, mevrouw How.

## Vroege leven
Mary East werd geboren rond 1716 en werd in de jaren 1730 verliefd op een jongeman die beschuldigd werd van struikroverij en ter dood veroordeeld werd. Hij ontsnapte de doodstraf maar werd verbannen naar de kolonies.
De 16-jarige East zwoer daarop alleen te blijven. Een meisje van 17 uit dezelfde omgeving had eveneens weinig geluk met jongens. East en diens 'partner' - zoals de latere mevrouw How, wiens volledige naam onbekend is, genoemd werd in het krantenartikel van 1766 waarin verslag werd gedaan van de gebeurtenissen - besloten samen te wonen. Ze besloten dat dit makkelijker zou zijn als één van hen zich zou voordoen als een man. Ze gooiden een muntje op en het lot viel op East, die vanaf dat moment bekend stond als James How, de echtgenoot van mevrouw How.

## Leven samen met mevrouw How
De beide Hows hadden samen 30 pond en besloten dit te investeren in het kopen van een pub in Epping aan een doorgaande weg naar Londen. In deze periode werd James aangevallen door een man, die na een rechtszaak 500 pond moest afdragen. Historicus Tony MacMahon suggereert dat dit een brute aanval moet zijn geweest, gezien het enorme bedrag. Heden ten dage zou dit een bedrag vergelijkbaar met 100 000 pond zijn. Ook het krantenartikel lijkt te suggereren dat James How een blijvend probleem in één hand had door deze aanval.
Met het geld kocht het echtpaar een nieuwe pub in Limehouse, een nog betere locatie dan hun vorige pub. Na een tijdje verkochten ze deze pub en namen de White Horse pub in Poplar over, waarna nog enkele andere pubs volgden. Het ging financieel en sociaal goed met de familie How. James vervulde de taken die men in een kleine gemeente als deze van een man verwachtte, werd een gewaardeerd lid van de samenleving en nam zelfs deel aan de jury in enkele rechtszaken. In deze periode werd How echter ook gechanteerd door mevrouw B., een dame die How nog als Mary East had gekend. Na een paar kleine betalingen, liet mevrouw B. de familie How met rust.

## Na het overlijden van mevrouw How
In 1766 overleed mevrouw How. Mevrouw B. besloot hierop om een kleine knokploeg van twee mannen naar James How te sturen om meer geld te eisen. How wist te ontkomen en daagde de mannen en mevrouw B. voor het gerecht. In deze rechtszaak vertelde How geboren te zijn onder de naam Mary East en verscheen in dameskleding. Mevrouw B. en een van de mannen die How aangevallen hadden, werden veroordeeld tot een gevangenisstraf. De tweede man ontkwam.

### Na de rechtszaak
James How besloot na de rechtszaak als Mary East verder te leven. Mevrouw How en James hadden samen een bedrag van 4000 tot 5000 pond bijeen gespaard, een fortuin in die tijd. East overleed in 1780 en liet een deel van dit bedrag aan de armen van Poplar na. East werd begraven onder de naam Mary East op het kerkhof van de St. Matthias Old Church in Poplar.

## Latere speculaties
Verschillende bronnen speculeren over het mogelijke lhbt+-aspect van Hows verhaal. Zo gebruikt de website van de City of London het anachronisme deadname om de wijze waarop How benaderd werd in de rechtbank te beschrijven. Ook zegt de site dat 'na de rechtszaak James zich publiek enkel nog als vrouw presenteerde, waarschijnlijk omdat zij niet meer gebruik konden maken van hun gekozen mannelijke identiteit'. Hierbij vergeet de City dat een verhuizing How deze mogelijkheid wel weer had geboden.
Tony MacMahon gebruikt eveneens een anachronisme, namelijk de term transgender, om How te beschrijven, een term die in het 18e-eeuwse Engeland niet bekend was. Hij geeft daarnaast aan dat het niet bekend was of de relatie tussen James en mevrouw How vriendschappelijk was of vergelijkbaar met echtelieden. Hij wijst erop dat een dergelijke relatie strafbaar zou zijn geweest - How werd in de tekst van het krantenartikel telkens als 'she' beschreven en een relatie tussen twee vrouwen was in deze tijd ondenkbaar.
East End Women's Museum sluit zich aan bij deze laatste observatie van Macmahon. Het Museum wijst erop dat eerste deel van het verhaal - de Hows waren teleurgesteld in de jongemannen waar ze verliefd op waren en trokken daarom van ellende maar bij elkaar in - best verzonnen kon zijn om hun verhaal beter te laten landen bij een heteronormatief en cisnormatief publiek. In dat geval zou James How er simpelweg voor gekozen kunnen hebben om zich te presenteren als man. Het originele krantenartikel van 1766 is nooit expliciet over deze vraagstukken. Opvallend is wel dat het artikel expliciet maakt dat How zich duidelijk ongemakkelijk voelt in dameskleding.